# Sirivannavari Nariratana
A Princesa Sirivannavari Nariratana (8 de janeiro de 1987) é uma princesa da Tailândia e a única filha do rei Maha Vajralongkorn com sua segunda esposa Sujarinee Vivacharawongse (conhecida como Yuvadhida Polpraserth). 
Desde maio de 2019 ela é oficialmente titulada como Alteza Real Princesa Sirivannavari Nariratana Rajakanya.

## Biografia
Sirivannavari nasceu com o título Mom Chao Busyanambejra Mahidol, filha do príncipe herdeiro Maha Vajralongkorn e sua segunda esposa, Sujarinee Vivacharawongse, e neta do rei Bhumibol Adulyadej (Rama IX) e da rainha Sirikit da Tailândia.
Ela tem quatro irmãos:
- Mom Chao Juthavachara Mahidol (n. 29 de agosto de 1979)
- Mom Chao Vacharaesorn Mahidol (n. 27 de maio de 1981)
- Mom Chao Chakriwat Mahidol (n. 26 de fevereiro de 1983)
- Mom Chao Vatchrawee Mahidol (n. 14 de junho de 1985)

Ela tem dois meios-irmãos:
- Princesa Bajrakitiyabha (n. 7 de dezembro de 1978)
- Príncipe Dipangkorn Rasmijoti (n. 29 de abril de 2005)

Após a separação de seus pais, ela mudou-se para Reino Unido com sua mãe e irmãos. No entanto, mais tarde ela foi trazida de volta para a Tailândia pelo seu pai. 
Ela recebeu o título de Princesa Sirivannavari Nariratana de seu avô, o rei Bhumibol Adulyadej, em 15 de Junho de 2005.
Em 2009, ela foi listada entre As Vinte Membros da Realeza Mais Sensuais pela revista Forbes.
A Tatler a descreveu assim em 2018: "tem a beleza delicada de uma princesa da Disney: cabelos longos e brilhantes, pele perfeitamente clara e um beicinho de pêssego". 

## Educação
Sirivannavari recebeu sua educação primária e secundária na Chitralada School. Depois estudou Moda e Têxteis na Universidade de Chulalongkorn e posteriormente na l'Ecole de la Chambre Syndicale de la Couture Parisienne na França.

## Funções oficiais
A princesa é vista constantemente em eventos da Família Real, tendo participado dos ritos de funeral de seu avô junto com o grupo da Cavalaria e dos eventos de entronização de seu pai. 

Bandeira oficial
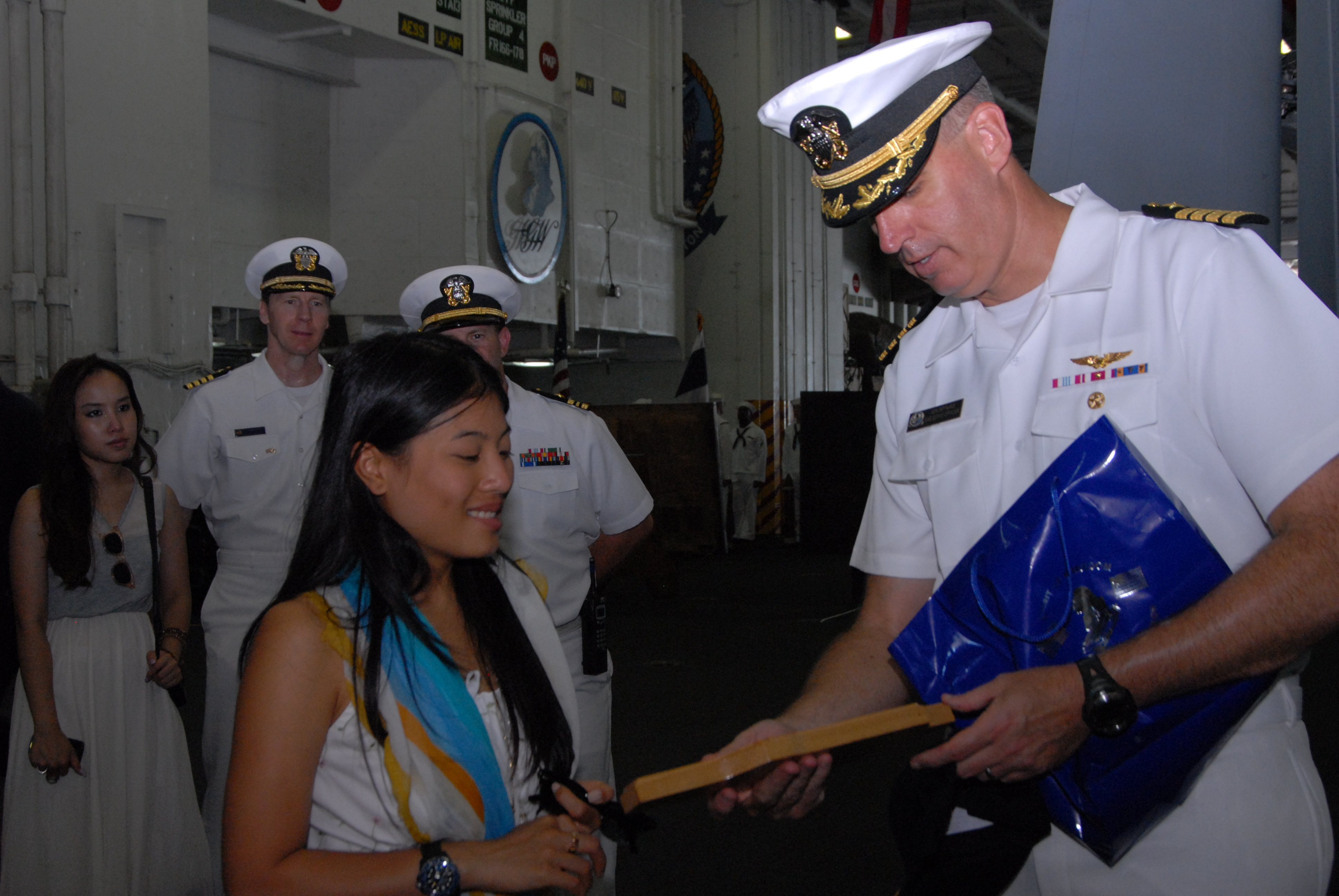
A princesa recebendo uma placa comemorativa por sua viagem no cargueiro USS George Washington em 2011
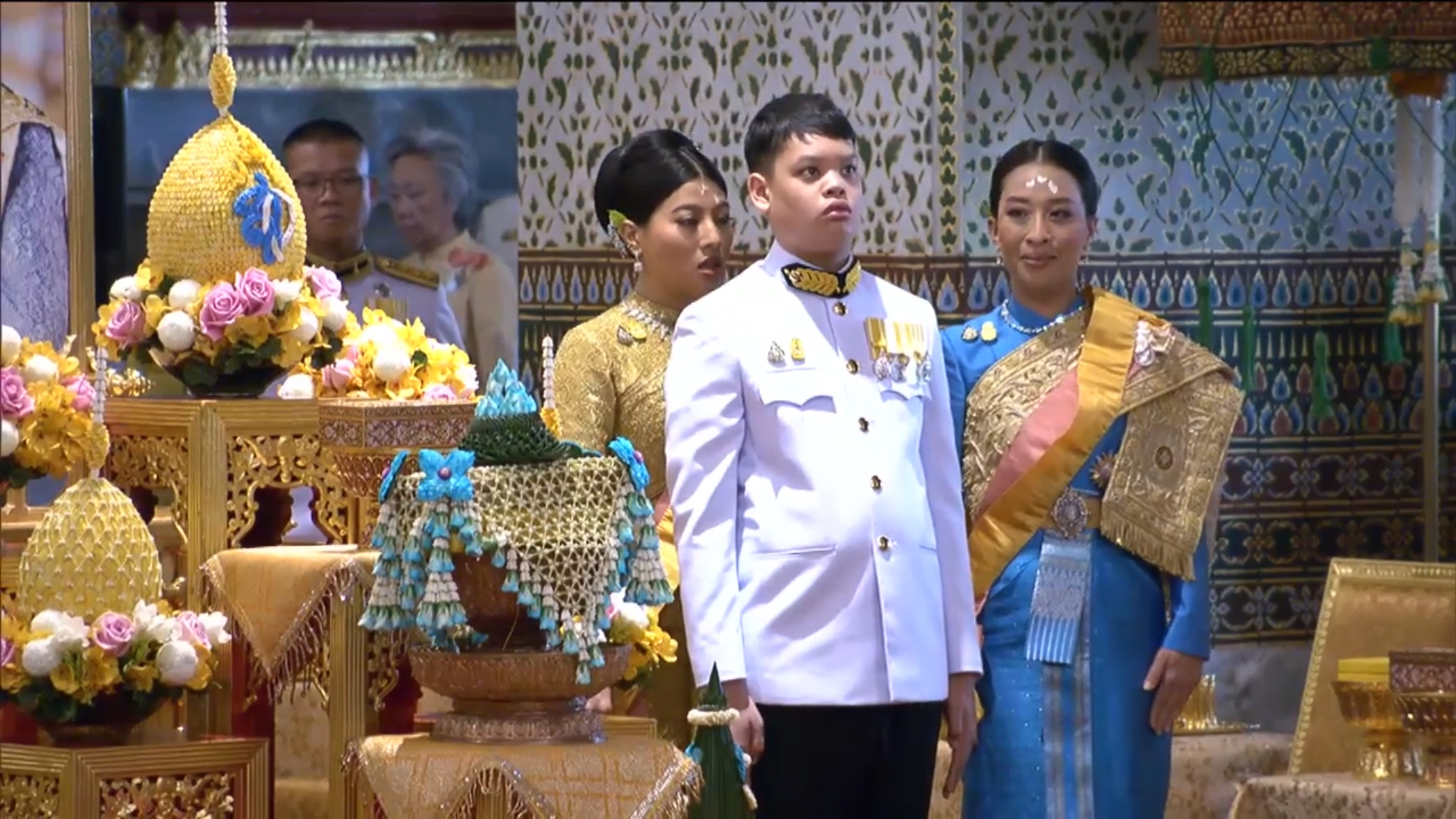
A princesa (esq) com o irmão, o príncipe herdeiro
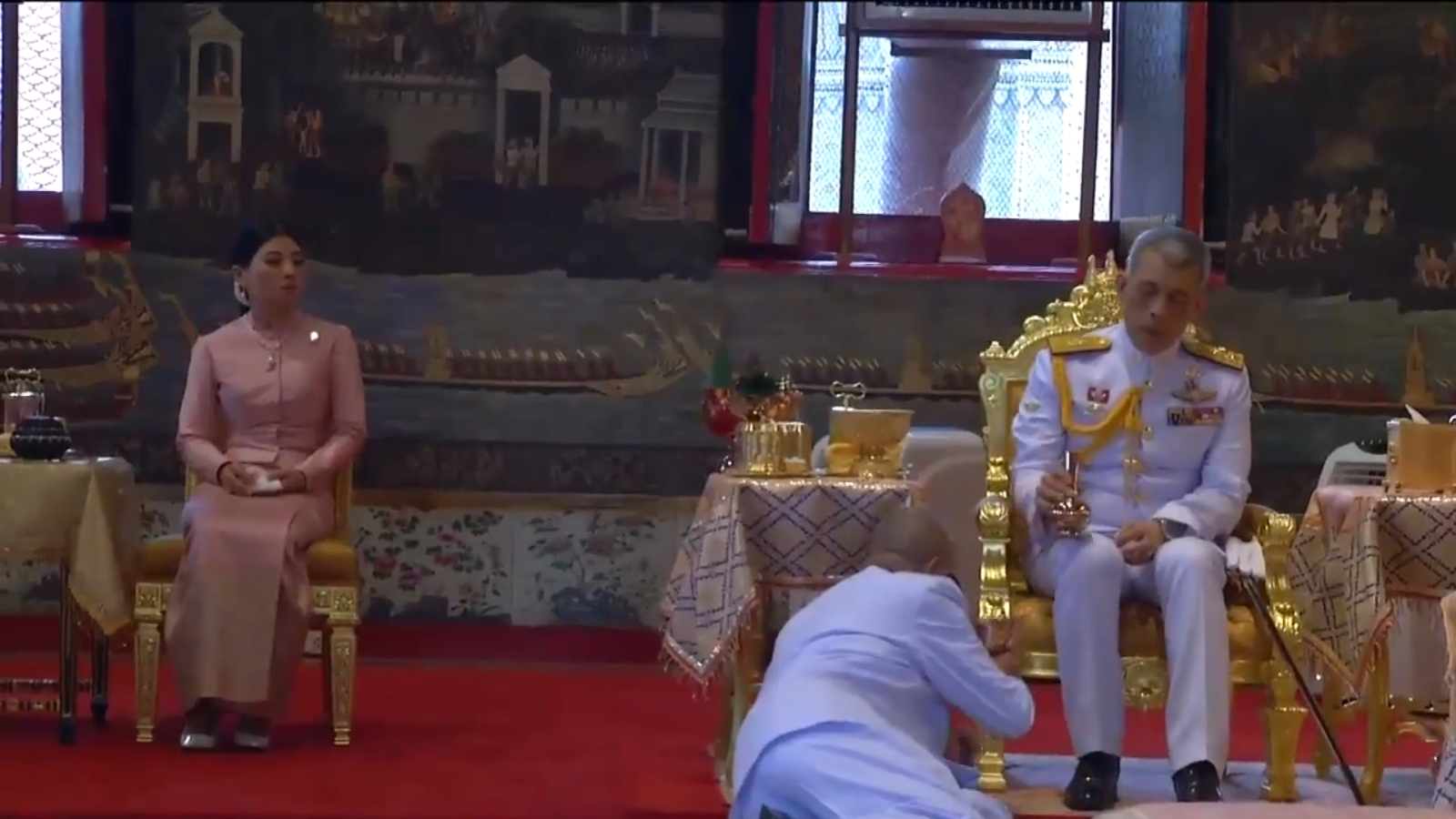
A princesa com o pai durante uma cerimônia

## Interesses

### Moda
A princesa é estilista e tem sua própria marca, ‘Sirivannavari’. Em 2018 ela desenhou a linha de moda praia para o Miss Universo 2018, realizado na Tailândia. Criticada devido a um vestido que desenhou para a então Miss Universo Demi-Leigh Nel-Peters, seu crítico teve que pedir desculpas, uma vez que a realeza tailandesa está protegida por uma das leis de lesa majestade mais duras do mundo. No entanto, em seu Instagram (veja a postagem aqui) várias pessoas chamaram a roupa de "feia".  
Em 2007, ela foi convidada pelo estilista Pierre Balmain para apresentar sua coleção de estreia na Paris Fashion Week. 
Em 2018 ele recebeu o Prêmio Silpathorn, concedido a artistas pelo Escritório de Arte Contemporânea e Cultura do Ministério da Cultura de seu país. 

### Esportes
A princesa também escreve poesia e é uma amazona premiada, tendo estudado no Moniteur d'Equitation Internacional e no Le Cadre Noir de Saumur, na França, e representado seu país em diversas competições, incluindo os Jogos do Sudeste Asiático de 2013 e os Jogos Asiáticos de 2014.  
Ela tem sete cavalos, um deles chamado Príncipe Encantado, com o qual já competiu. Para a Tatler ela confessou em 2018 que já tinha quebrado uma perna durante os treinos. 
Ela também já jogou na Equipe Nacional de Badminton, tendo participado dos Jogos do Sudeste Asiático de 2005.

### Outros interesses
Como filantropa, patrocina eventos culturais. 
Ela também gosta de cães e em 2018 a Tatler reportou que ela tinha oito yorkshire terriers, um golden retriever, um labrador e um husky siberiano. 

## Títulos
- 8 de janeiro de 1987 - 15 de Junho de 2005: Mom Chao Busyanambejra Mahidol
- 15 de Junho de 2005 - 05 de maio de 2019- presente: Sua Alteza Real a Princesa Sirivannavari Nariratana
- 05 de maio - presente: Alteza Real Princesa Sirivannavari Nariratana Rajakanya [9] [10]